# حارة وادي البلسن (صنعاء)

تعديل مصدري - تعديل

حارة وادي البلسن هي إحدى حارات حي معين بمديرية معين إحد مديريات العاصمة اليمنية صنعاء، بلغ تعداد سكانها 2003 نسمة حسب تعداد اليمن لعام 2004.